# 下田館
下田館（しもたたて）は、岩手県盛岡市下田生出袋にあった日本の城。

## 沿革
築城時期は不明。陸奥国岩手郡玉山村に所在した。館主は陸奥国岩手郡・斯波郡の地頭河村秀清を祖とする庶子家下田弥三郎秀祐といわれ、天正19年（1591年）の九戸政実の乱では南部信直方に与した。下田家は、秀祐以外には秀邑、秀勝などの名前が知られる。
館跡は北上川沿いの河岸段丘上にある。全体の規模は東西200メートルｘ南北250メートルで、堀を隔てて南北の曲輪に分かれている。さらに曲輪の西から南側にかけての生山川を隔てて広がる台地を陣馬平といい、台地の東側段丘に空堀をめぐらした出城があった。
天正20年（1592年）の『諸城破却書上』には「岩手郡之内 下田 平城 破 川村 中務 持分」とあり、破却された。